# Statore (mitologia)
Statòre (lat. stator ovvero fermante) è un epiteto di Giove, come colui che conferisce agli eserciti la forza di resistere.
La leggenda narra che Romolo, nel corso della battaglia del lago Curzio, vedendo il suo esercito retrocedere nella battaglia contro i Sabini, promise a Giove di edificargli un tempio nel Foro dove allora si trovava, se avesse vinto i nemici. Dopo la vittoria, Romolo fece erigere un tempio a Giove Statore ai piedi del Palatino. 
Un secondo tempio dedicato a Giove Statore fu costruito nel 146 a.C. presso il circo Flaminio.